# Wiking Modellbau
Die Wiking-Modellbau GmbH & Co. KG ist einer der ältesten und bekanntesten Hersteller von Kunststoff-Modellfahrzeugen – hauptsächlich im Maßstab 1:87, der Nenngröße H0 der Modelleisenbahnen. Seit 1984 gehört das Unternehmen zur Sieper-Gruppe.

## Geschichte

### Bis 1945
Bereits 1932 begann Friedrich Karl Peltzer, der zu dieser Zeit Verleger der Zeitschrift Das Tier war, kleine Schiffsmodelle nach realen Vorbildern als sogenannte Wasserlinienmodelle aus Metall herzustellen. Das Besondere daran war, dass diese im gleichen Maßstab gehalten waren, so dass diese Modelle im realen Größenverhältnis zueinander eingesetzt werden konnten. Nach Erfolg damit ließ Peltzer das Unternehmen am 3. Dezember 1936 in das Handelsregister als am 1. Oktober 1936 begonnene offene Handelsgesellschaft Wiking Modellbau Peltzer & Peltzer eintragen. Das zweite „Peltzer“ im Namen stand dabei für seine Frau Hedwig. Bereits 1934 gab es einen ersten Katalog mit Schiffsmodellen. Dieser Katalog war unter der Bezeichnung Wiking-Modellbau / H.Peltzer; Berlin-Lichterfelde, Dahlemer Straße 77 erschienen. Es gab damals eine enge Kooperation mit dem dänischen Hersteller Pilot, mit dessen Besitzer Henning Cortsen Peltzer, der ähnliche Interessen hatte, eng befreundet war.
Die aus gegossenem Metall hergestellten Wasserlinien-Schiffsmodelle waren im Maßstab 1:1250 bzw. 1:1275 gehalten. Darüber hinaus gab es Flugzeug-Modelle in 1:200, die erst aus Metall und ab 1939 aus Kunststoff hergestellt wurden. Parallel dazu wurden die Wehrmachtsmodelle, militärische Fahrzeuge und Figuren aus Metall im Maßstab 1:200, angeboten. Auf der Leipziger Herbstmesse 1938 wurden passend dazu erstmals zivile Fahrzeugmodelle im gleichen Maßstab vorgestellt.
Durch die Schiffs- und Flugzeugmodelle wurde das Militär der wichtigste Kunde und Auftraggeber. Der während des Zweiten Weltkriegs als „kriegswichtig“ eingestufte Betrieb produzierte in dieser Zeit fast ausschließlich für das Militär und beschäftigte auch Zwangsarbeiter. Um die große Nachfrage besonders nach Modellen für die Schiffs- und Flugzeug-Erkennung befriedigen zu können, wurde 1941 in Amsterdam die Zweigstelle Peltzer&Vogel WIKING Scheepsmodelling  gegründet, in der die Endmontage dieser Modelle durchgeführt wurde. Der Stammsitz in Berlin-Lichterfelde wurde bei Luftangriffen zwar beschädigt, die Produktion konnte jedoch, auch wegen der Einstufung als kriegswichtiger Betrieb und damit verbundener Unterstützung durch offizielle Stellen, während des Krieges aufrechterhalten werden. 1941 wurde in Berlin-Lichterfelde, Unter den Eichen 101 die frühere Villa der Fürstenberg-Brauerei gekauft, die dann bis 1986 der Firmensitz war. Bereits seit 1935 war Wiking hier eingemietet und hatte sich schrittweise ausgebreitet, bis schließlich die gesamte Villa übernommen wurde. Durch die zunehmenden alliierten Luftangriffe auf Berlin, von denen auch das Unternehmensgebäude nicht verschont blieb, wurden ab 1943 schrittweise Formen und Maschinen aus Berlin ausgelagert, so wurde z. B. zwischenzeitlich unter anderem in Potsdam produziert. Nach der Kapitulation 1945 wurde die Produktion auf Weisung des Alliierten Kontrollrates vorübergehend eingestellt.

### 1945–1981
Nach dem Zweiten Weltkrieg musste sich Wiking neu orientieren, das Militär als Hauptkunde fehlte, Kriegsschiffe und Militärmodelle waren unverkäuflich. Aufgrund der unsicheren Lage in Berlin wurde ein Teil der Produktion nach Buer bei Osnabrück ausgelagert, wohin Peltzer mit seiner Frau zu Bekannten geflohen war. Peltzer experimentierte mit verschiedenen Produkten und Materialien, u. a. mit Tieren aus Ton, während in Berlin bereits im Spätsommer 1945 verschiedene Artikel produziert wurden, darunter Kämme und Knöpfe aus Kunststoff. Ferner wurde die Berliner Luftbrücke 1948/1949 mit einer kleinen Serie von fünf Flugzeug- und zwei Fahrzeugmodellen im Maßstab 1:400 begleitet. In Buer entstanden, im Maßstab 1:100, kurzzeitig die Arche Noah mit Figuren und passenden Tieren, sowie weiterhin in kleinem Umfang Schiffsmodelle aus Metall, bevor dies zu Gunsten der neuen Verkehrsmodelle im Maßstab 1:100 ab 1948 zurückgestellt wurde. Wie bereits zu Beginn der Firmengeschichte, gab es nach dem Krieg erneut eine Zusammenarbeit mit der dänischen Firma Pilot. Unter anderem wurden Spritzgussformen von Fahrzeugen an Pilot weitergegeben und gemeinsam Modelle entwickelt.
Im Jahr 1952 wurde eine neue Zweigstelle in Kiel eröffnet und 1953 die Produktion in Buer eingestellt. In Kiel wurden hauptsächlich Modelle im Maßstab 1:40 gefertigt.
Ab 1948 wurden Fahrzeugmodelle und Zubehör wie Ladegut, Garagen, Tankstellen, Personen, Verkehrsschilder und Straßenleuchten zunächst im Maßstab 1:100, später im „angenäherten H0-Maßstab“ (Lkw in 1:90) aus Kunststoff produziert und an den Spielwarenhandel geliefert. Bereits vorher wurden erste Automodelle für den Export angeboten. Es gab auch Spielpläne, auf denen die Kinder ihre „Stadt“ aufbauen konnten. Auf diese Serie der „Verkehrsmodelle“ gehen die heutigen 1:87-Modelle zurück.
Die Wasserlinien-Schiffsmodelle produzierte man von 1947 an wieder, ab 1959/1960 zum Teil auch modifiziert als Veteranenserie. 1975 wurde diese Produktlinie eingestellt.
In den 1960er-Jahren wurde nochmals versucht, Flugzeugmodelle im Maßstab 1:200 (die sogenannte „Silberserie“) zu verkaufen, jedoch ohne wirtschaftlichen Erfolg.
In den 1950er- und 1960er-Jahren produzierte die Firma Wiking Kunststoffmodelle von Pkw, Lieferwagen, Lkw, Traktoren, Baggern und Gabelstaplern auch in größeren Maßstäben (1:40–1:50) für die Hersteller der Originalfahrzeuge (z. B. Volkswagen, Magirus-Deutz, Hanomag). Sie wurden nicht über den Spielwarenhandel vertrieben, sondern dienten als Werbeartikel dieser Firmen. In den 1990er-Jahren wurden diese Modelle teilweise wieder aufgelegt. 1969 wurden erstmals auch – damals noch sehr einfache – Fahrzeugmodelle im Maßstab 1:160/Nenngröße N vorgestellt.
Der Firmengründer und -inhaber Peltzer starb im November 1981 im Alter von 78 Jahren.

### 1982 bis heute
Da kein Testament oder entsprechende Regelungen vorlagen, war die Zukunft der Firma zunächst unklar. Klaus-Dieter Hinkelmann übernahm die Geschäftsführung, bis Wiking 1984 von der Erbengemeinschaft nach einem Bieterverfahren schließlich an die Sieper-Gruppe verkauft wurde. Die Zweigstelle in Kiel wurde bereits 1982 geschlossen. 1986 fand der Umzug vom alten Stammhaus in Berlin-Lichterfelde, Unter den Eichen 101, zur Industriestraße 1–3 in Berlin-Tempelhof statt. Begonnen hatte Wiking in der Dahlemer Straße. Seit 1995 werden Modelle in Zlotoryja (Polen) montiert, 1999 kam als Fertigungsstätte China hinzu. Die Berliner Produktionsstätte wurde zum Jahreswechsel 2008/2009 geschlossen und die Produktion (neben Polen) zu den Siku-Werken nach Lüdenscheid verlegt. Das Produktspektrum besteht aktuell aus klassischen und modernen Fahrzeugmodellen in den Maßstäben 1:87 sowie 1:160. Des Weiteren gibt es einzelne ferngesteuerte Modelle (WikingControl87) sowie Metallmodelle im Maßstab 1:32.

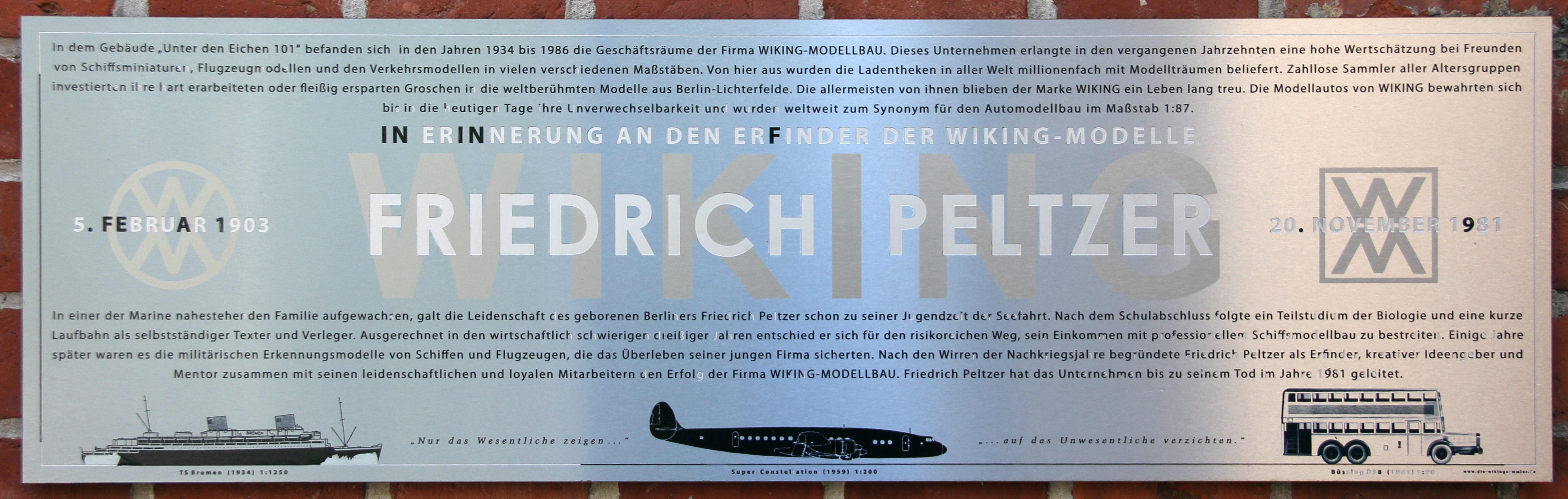
Gedenktafel am Haus Unter den Eichen 101 in Berlin-Lichterfelde

Ab August 2010 war an dem Stammhaus „Unter den Eichen 101“ eine Gedenktafel angebracht, die von einer Initiative bekannter Sammler gespendet worden war. An dem Festakt zur Enthüllung der Tafel nahmen neben Sammlern und Fans der Marke auch einige ehemalige Mitarbeiter teil, die noch in der alten Villa ihren Arbeitsplatz hatten. Mittlerweile wurde die Gedenktafel jedoch wieder entfernt.
Am 27. Juni 2012 wurde die neue SIKU // WIKING Modellwelt an der Schlittenbacher Straße 56a in Lüdenscheid offiziell eröffnet. Einen Tag zuvor fand die inoffizielle Eröffnung mit geladenen Gästen statt. Auf ca. 500 m² wurden bis 2024 über 3500 Ausstellungsstücke gezeigt. Führungen wurden auch angeboten.

## Produkte

### Verkehrsmodelle

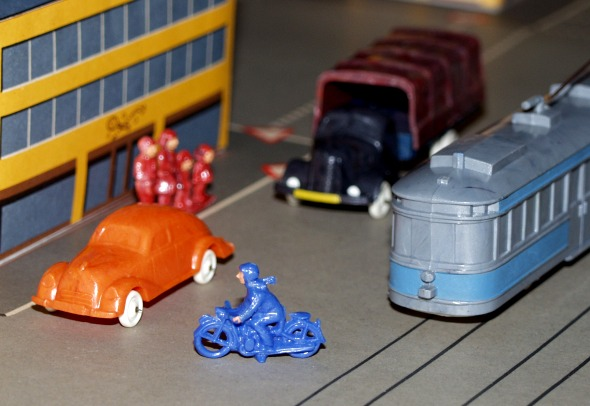
Drahtachsermodelle und Zubehör, um 1949

Die Art der seit 1947 produzierten Modelle durchlief im Laufe der Zeit eine Weiterentwicklung sowohl im Sortiment als auch in der Umsetzung.
Die ersten Modelle bestanden meist aus nur einem recht dickwandigen Formteil und waren von unten hohl. Die Fenster waren nur graviert, nicht aber durchbrochen, woraus die Bezeichnung als „unverglaste Modelle“ stammt, die diese Zeit heute prägt. Die Modelle waren in etwa im Maßstab 1:100 gehalten. Die Achsen bestanden aus Draht mit flachgekniffenen Enden; sie wurden heiß in den Kunststoff gequetscht und sind nicht beweglich, lediglich die schmalen Kunststoffräder rollten auf den Achsen. Diese frühen Versionen werden von Sammlern auch „Knips-/Draht-/Quetschachser“ genannt. 1952 bekamen die Modelle eine Bodenplatte und mitrollende Achsen mit fest darauf aufgesteckten Rädern (Maßstab ca. 1:90), genannt „Rollachser“. Mit der Zeit wurde auch die Materialstärke des Kunststoffs reduziert, die Gravuren feiner.
Parallel zu den Modellfahrzeugen bot Wiking passendes Zubehör an. Dazu gehörten Häuser, Figuren, Bäume, Verkehrszeichen, Straßenpläne und verschiedenes anderes Zubehör. Dadurch konnten verschiedenste Straßenszenen nachgestellt werden. Wiking bot ein Komplettprogramm zur Nachbildung des Straßenverkehrs und setzte dabei einen Schwerpunkt auf Verkehrserziehung durch die Polizei und Fahrschulen.

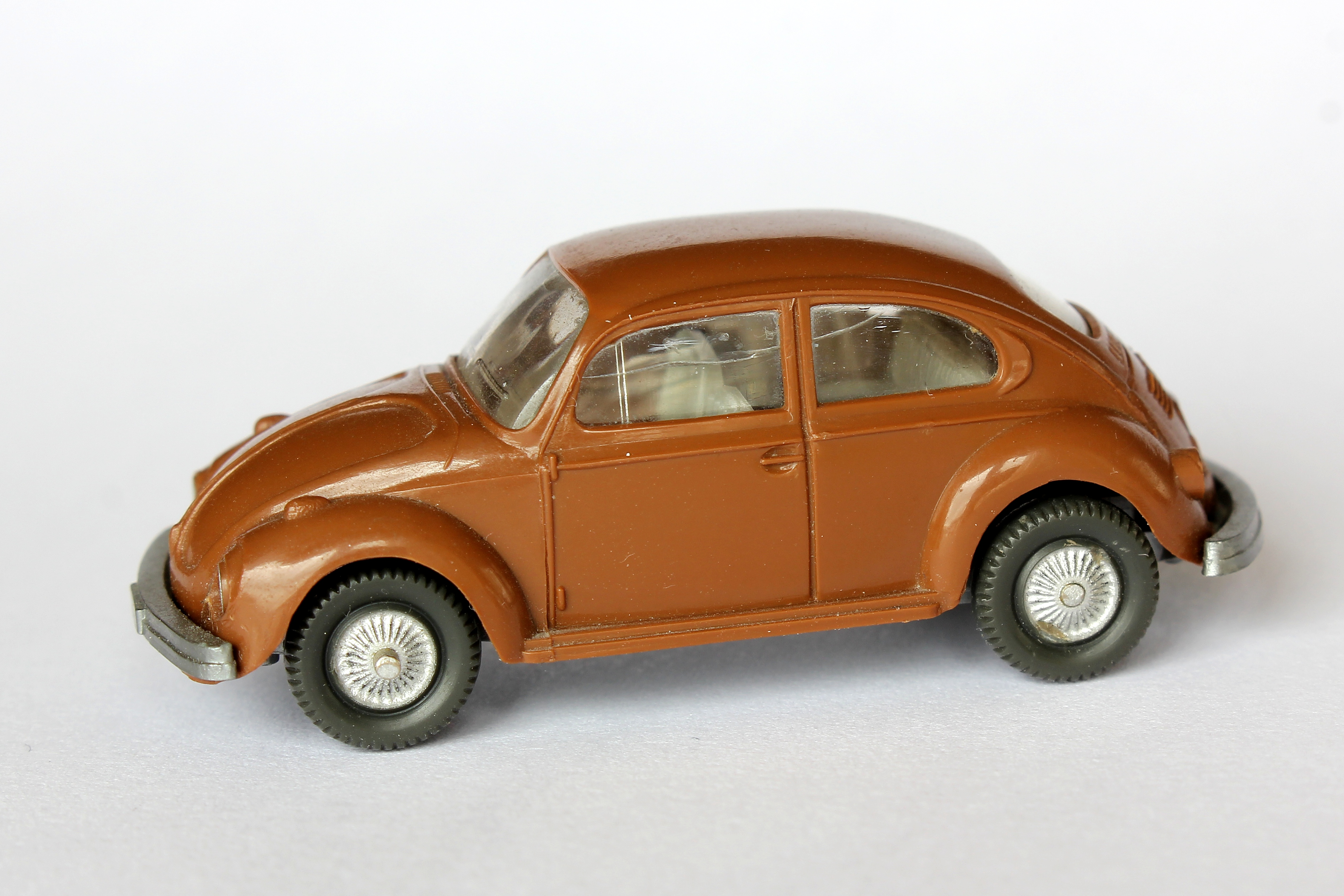
VW 1303, Modell erschienen um 1975

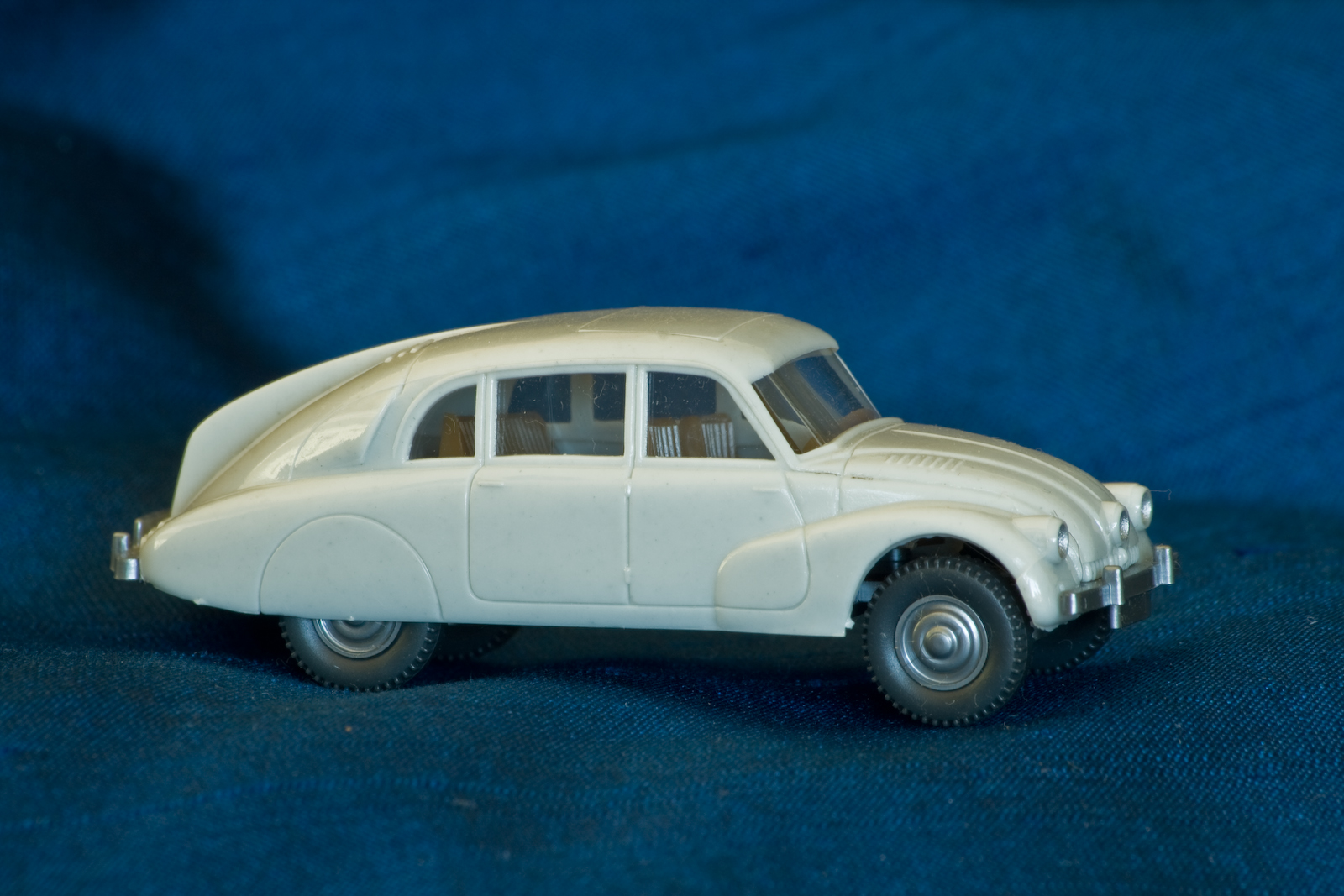
Tatra 87, Modell erschienen 1977

Eine große Änderung gab es 1957, als die Modelle erstmals mit Fenstereinsätzen aus, anfangs getöntem, transparentem Kunststoff versehen wurden. Vier Jahre zuvor waren die Fenster bei einem Modell bereits durchbrochen dargestellt worden. Klare Verglasungen wurden erst eingesetzt, nachdem Modelle ab 1966 Inneneinrichtungen erhielten. In der Folge wurde der Maßstab der Pkw, Lieferwagen und Busse (Büssing Senator, Mercedes-Benz O 302) auf etwa 1:87 umgestellt, die Lkw und Doppeldeckerbusse blieben beim Maßstab 1:90. Wiking schrieb in dieser Zeit vom „angenäherten H0-Maßstab“. Die Modelle wurden zunehmend detaillierter, waren jedoch weiterhin als Spielzeug bzw. zur Verkehrserziehung gedacht. Das in der Ära der „Unverglasten“ noch umfangreiche Zubehörsortiment wurde während dieser Zeit nach und nach reduziert.

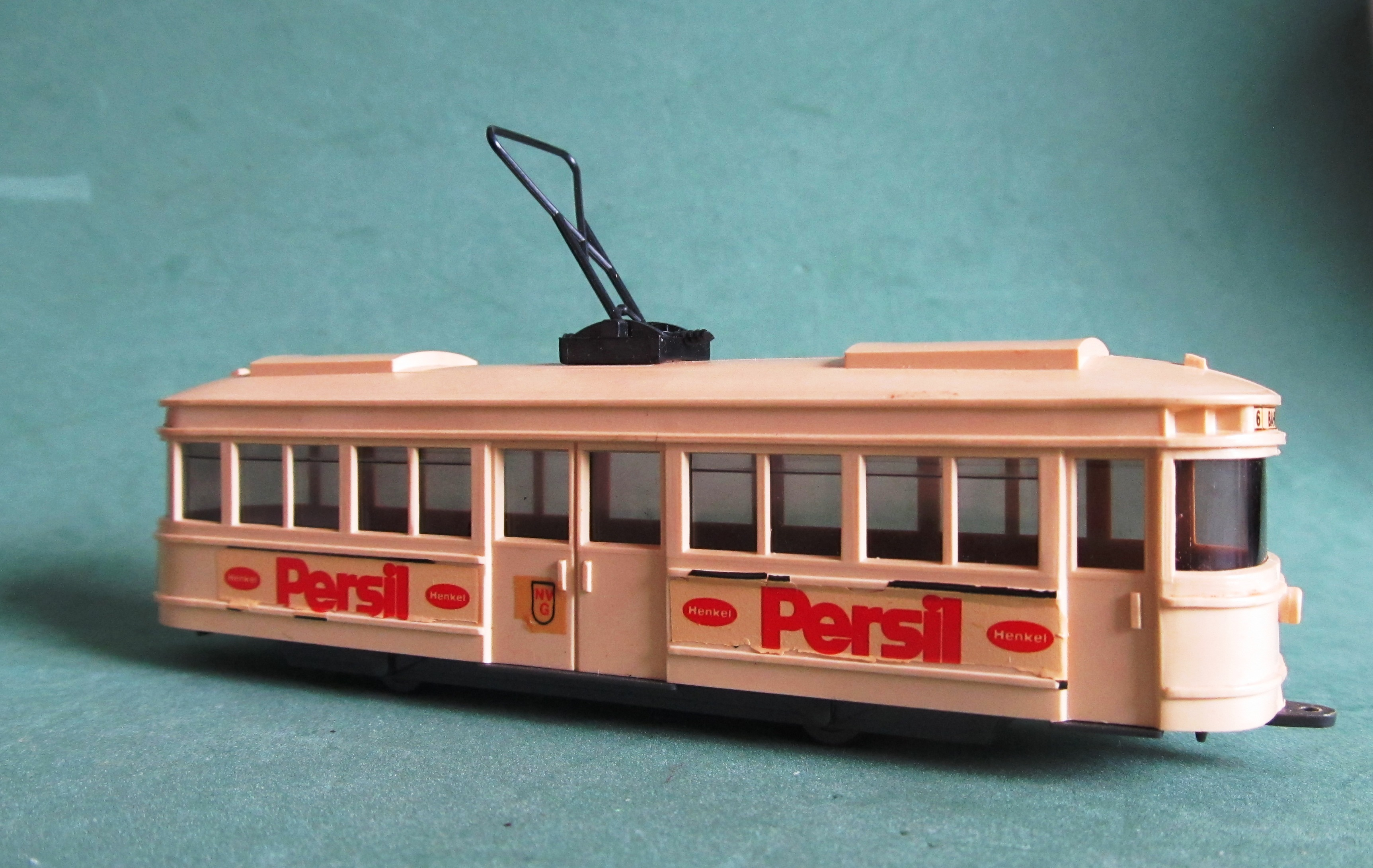
Wiking Straßenbahnmodell 1:100, Neuauflage mit verglasten Fenstern

In den 1970er Jahren änderten sich die Rahmenbedingungen. Zunächst waren die Modelle dieser Zeit durch Vereinfachungen geprägt. Bedruckungen wurden auf ein Minimum reduziert, die eingesetzten Lenkräder durch integrierte Stilisierungen ersetzt und die Figuren in fast allen offenen Fahrzeugen entfielen ganz. 1978 bekam der bisherige Quasi-Monopolist durch die Firma Herpa erstmals einen starken und später sogar größeren Mitbewerber, der sofort auf den exakten Maßstab 1:87 setzte und die Modelle noch detaillierter, z. B. mit Außenspiegeln umsetzte.
Bei Wiking erfolgte nur langsam eine Reaktion, erst nach 1985 gab es Lkw im exakten Maßstab 1:87, wobei noch bis weit in die 1990er Jahre hinein ältere Modelle parallel angeboten wurden. Um 1990 wurden die Reste des geschlossenen Unternehmens Roskopf übernommen, das sich zuletzt auf Modelle der Vorkriegszeit spezialisiert hatte. Einige Modelle daraus wurden zunächst unter dem alten Markennamen, später als Wiking-Modelle verkauft. Bis heute werden vereinzelt ehemalige Roskopf-Formen im aktuellen Programm verwendet.
Die späten 1990er Jahre galten als die goldene Zeit des Maßstabs – eine große Zahl von Anbietern brachte zahlreiche, zumeist auf eigene Kosten entwickelte Modelle aktueller Vorbilder teilweise in Doppel- und Dreifachentwicklung. Ein gutes Beispiel hierfür ist der VW Polo III, von dem es drei Umsetzungen am Markt gab, während es zuvor nie ein Modell eines Polo gab. Diese Bedingungen änderten sich in der Folgezeit stark; aktuelle Modelle waren ohne einen ausdrücklichen Auftrag des Vorbildherstellers kaum mehr möglich, da erst diese ausreichende Stückzahlen erlaubten und zunehmend Lizenzen erforderlich waren; bei General Motors wurde gar nach einer Klage in den USA die Umsetzung neuer Modelle (Opel) in diesem Maßstab komplett untersagt.
In der Folge setzte Wiking im Bereich moderner Pkw überwiegend Modelle von Volkswagen um, für die das Unternehmen fast als ein Hoflieferant galt. Daneben setzte Wiking – wie auch die inzwischen zahlreichen Mitbewerber, die ihrerseits teilweise ähnliche Verträge mit fast ausschließlich deutschen Kfz-Marken haben, auf Modelle, deren Vorbilder älter als 30 Jahre sind, sodass keine Lizenz-Zahlungen mehr erforderlich sind. Hierbei ist bei Wiking das Fehlen der Außenspiegel bis heute typisch. Seit 1999 wurden zudem ältere Modelle vor allem der 1970er und 1960er Jahre mit einer aufwendigen Bedruckung wieder aufgelegt, es wurden aber auch Klassiker des Sortiments komplett neu entwickelt, so der VW T1 oder der VW 1303.
Daneben bietet Wiking ein umfangreiches Angebot an Modellen im Bereich der Traktoren und Landmaschinen, die teilweise ebenfalls in Zusammenarbeit mit den Vorbildherstellern entstanden und vorher im Maßstab 1:87 nur eine Randerscheinung waren.

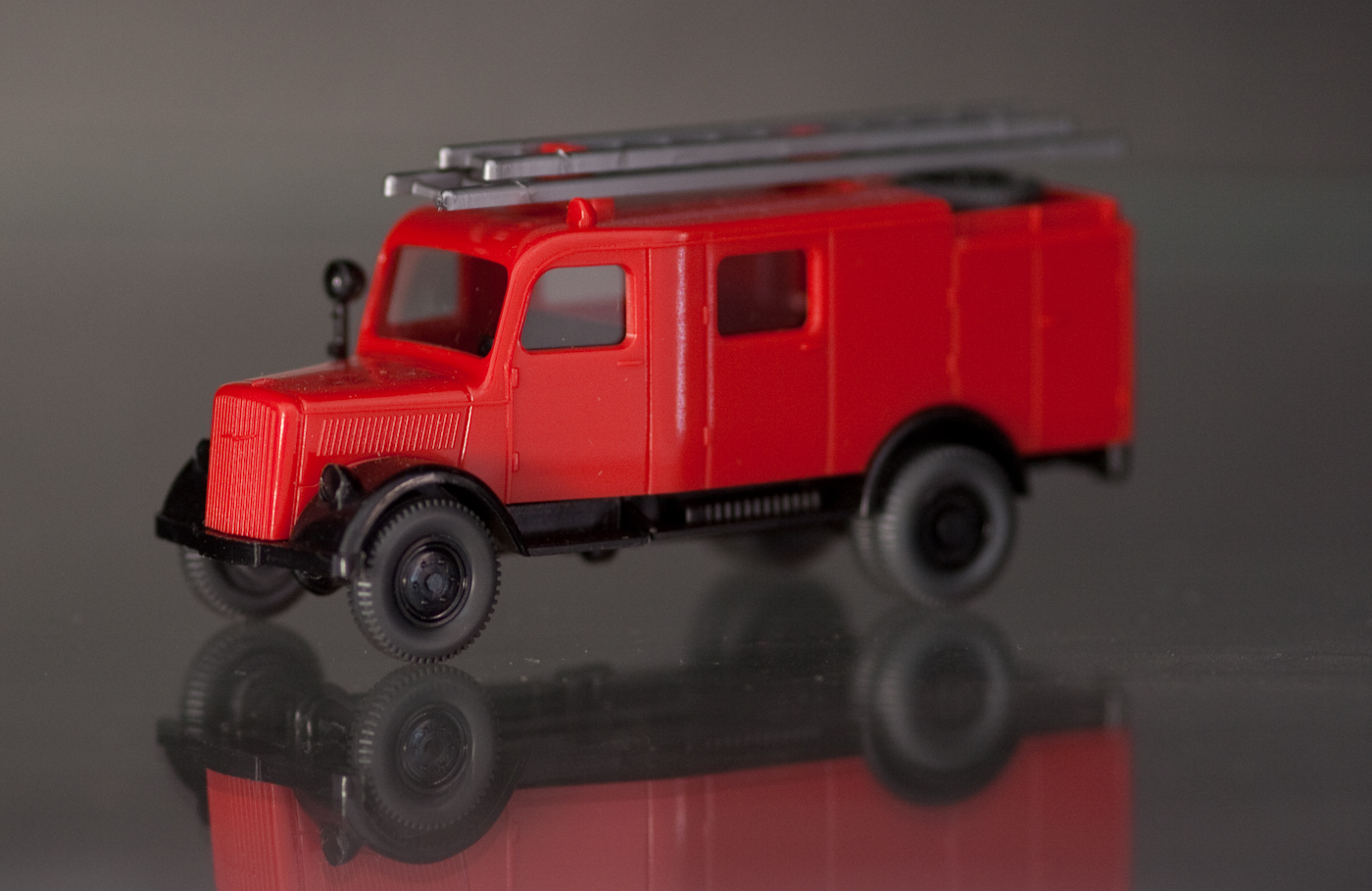
Opel-Blitz-Löschfahrzeug LLG / LF 8

Seit Oktober 2008 gibt es die neue Produktreihe „WIKING CONTROL 87“ mit funkferngesteuerten Modellen im H0-Maßstab. Das erste Modell dieser Reihe war ein Feuerwehrmodell mit funktionierenden Scheinwerfern, Rückleuchten, Blinkern, Blaulicht und Sirene. Es handelt sich um ein Löschfahrzeug (LF 10/6 CL) von Rosenbauer auf MAN TGL. Seit 2009 ist außerdem ein ferngesteuertes Modell des „Panther“ Flugfeldlöschfahrzeugs von Rosenbauer im Angebot. Im November 2021 wurde bekannt, dass die Produktreihe „WIKING CONTROL 87“ eingestellt wird, da man sich wieder mehr auf den „Traditionellen Modellbau“ konzentrieren möchte.
Wiking verklebte die Modelle mit einem äußerst starken Kleber, was durchaus die Gefahr eines Risses oder eines Bruches an einer gut sichtbaren Stelle beim Öffnen des Modells mit sich bringt. Teilweise wurden Modelle aber auch nicht verklebt. Formneuheiten werden seit einiger Zeit nicht mehr verklebt, wohl aber die Modelle aus der „Modellpflege“-Serie, sofern sie aus den Zeiten stammen, als Wiking noch die Modelle verklebte. Jede Änderung an einem Modell, ob neu oder alt, wird bei Wiking unter der Rubrik „Modellpflege“ erwähnt.

### Modelle in 1:160
Seit 1969 werden Kfz-Modelle im Maßstab 1:160 produziert, die neben den Spur-N-Modelleisenbahnern auch einen eigenen Liebhaberkreis gefunden haben. Diese Modelle waren anfangs stark vereinfachte Verkleinerungen der H0-Modelle mit feststehenden Rädern. Seit 1998 verfügen die neueren Modelle über bewegliche Räder und sind ähnlich wie die H0-Modelle bedruckt.

### Große Maßstäbe

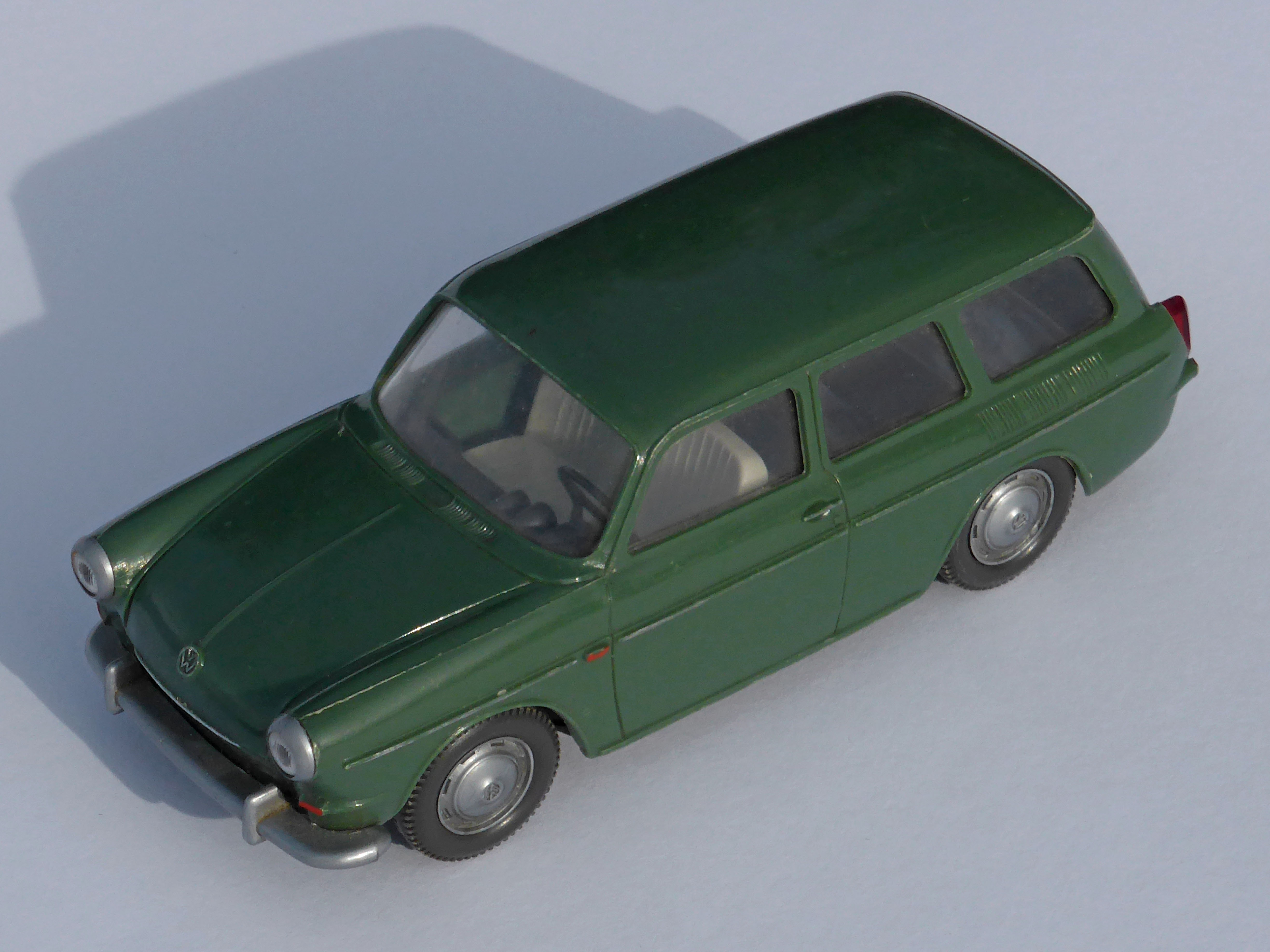
VW Variant im Maßstab 1:40

Bereits ab 1948 stellte Wiking auch Kunststoff-Modelle in größeren Maßstäben (1:32, 1:40, 1:50 usw.) her. Sie wurden in den 1950er und 1960er Jahren von den Vorbildherstellern als Werbemittel genutzt. Einer der Hauptkunden war hierbei Volkswagen, für die Wiking zahlreiche Modelle z. B. des Käfers oder des VW-Transporters in 1:40 in hohen Auflagen herstellte. Diese waren meist sehr detailliert dargestellt und konnten auseinandergenommen werden, um weitere Details sichtbar zu machen. Selbst kleine Änderungen am Vorbild wurden meist im Modell nachvollzogen.
Einige der damaligen Modelle wurden in den 1990er Jahren einmalig neu aufgelegt.
Seit Ende 2008 bietet Wiking auch im Maßstab 1:32 landwirtschaftliche Modelle an. Diese sind ähnlich der Siku-Modelle aus Metall mit Kunststoffteilen hergestellt, richten sich jedoch durch feinere Detaillierung primär an Sammler. Bereits 2007 gab es das Flugfeldlöschfahrzeug „Panther“ von Rosenbauer im Maßstab 1:43 ebenfalls aus Metall.

### Schiffsmodelle

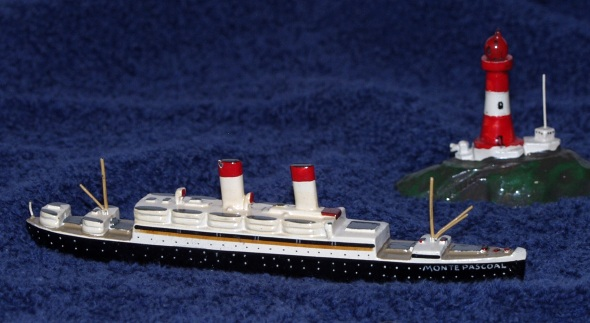
Wiking-Passagierdampfer Monte Pasqual mit Leuchtturm, um 1936

Bereits vor der offiziellen Firmengründung hatte Peltzer Schiffe hergestellt und unter dem Namen Wiking verkauft. 1935 wurde der Maßstab auf 1:1250 festgelegt, bis dahin war der übliche Maßstab für Schiffsmodelle 1:650. Ein Modell in einer Armlänge Entfernung (bzw. beim Blick im Stehen auf einen Tisch) entspricht dabei etwa der Größe des Originals aus 2000 Metern Entfernung. Es handelte sich zumeist um sogenannte Wasserlinien-Modelle (ohne Unterwasserschiff) aus einer Bleilegierung, die von Heimarbeitern lackiert und mit Anbauteilen versehen wurden. Um den Spielwert der Modelle zu erhöhen, gab es passende „Seekarten“ und Hafenanlagen. Zielgruppe der Modelle waren anfangs hauptsächlich Kinder, erst später interessierte sich das Militär für die Modelle.
Die Marine nutzte die Modelle zu Ausbildungszwecken als Erkennungsmodelle und wurde bald der wichtigste Kunde. Die Packungen trugen daher den Aufdruck „Unter dem Protektorat des Reichsbundes Deutscher Seegeltung“ und dessen Zeichen, einen Anker mit Hakenkreuz. Allerdings bestand das Wiking-Sortiment neben den (nicht nur deutschen) Kriegsschiffen auch aus einigen zivilen Modellen, die u. a. von Reedereien als Werbemittel genutzt wurden. Ab etwa 1943 wurden einige wenige Schiffe auf Kunststoff umgestellt.
Nach Kriegsende wurden einige zivile Modelle mit neutraler Bezeichnung weiter hergestellt, allerdings hatte die Nachfrage stark nachgelassen, sodass die Produktion von Schiffsmodellen nach dem Krieg vorerst eingestellt wurde.
Etwa 1960 wurden erneut Schiffsmodelle hergestellt, jetzt ausschließlich aus Kunststoff im Spritzguss-Verfahren. Diese Produktlinie war wirtschaftlich allerdings nicht erfolgreich und wurde bald wieder eingestellt. 1968 wurde die Schiffs-Veteranenserie begonnen, in der Vorkriegs- bzw. Kriegsmodelle leicht verbessert erneut aufgelegt wurden. Bereits 1975 wurde diese Serie aber wieder eingestellt, da es inzwischen einige Konkurrenten in diesem Bereich gab und die Verkehrsmodelle Vorrang hatten.

### Flugzeugmodelle
Etwa zeitgleich mit den Schiffen, begann Wiking Flugzeuge im Maßstab 1:200 herzustellen. Diese waren, wie die Schiffe, zunächst aus Metall, ab 1938/1939 aus Kunststoff. Auch die Flugzeuge wurden bald vom Militär als Erkennungsmodelle genutzt. Wiking orientierte sich daher stark am Bedarf des Militärs und fertigte bis 1945 verschiedene internationale Militär-Flugzeuge, jedoch auch einige zivile Modelle. 1948/1949 wurden im Maßstab 1:400 einige Modelle anlässlich der Berliner Luftbrücke angeboten, diese waren jedoch zu spät am Markt, sodass der wirtschaftliche Erfolg ausblieb. Um 1960 wurden parallel zu den Schiffsmodellen auch wieder Flugzeugmodelle hergestellt (die sogenannte „Silberserie“), allerdings mit geringem wirtschaftlichem Erfolg, sodass diese Reihe bald wieder eingestellt wurde.

### Heeresmodelle
Im Jahr 1937 begann Wiking mit der Herstellung der „Wiking-Heereswaffen-Modelle“ (später in „Wehrmachts-Modell“ umbenannt), dabei handelte es sich um Fahrzeuge der Wehrmacht und entsprechender Soldaten. Die Modelle waren ebenfalls aus einer Bleilegierung und passend zu den Flugzeugen im Maßstab 1:200. Diese Modelle waren von Wiking „zum Spiel, wie auch zu ernsthafter Übung und Belehrung am Sandkasten bestimmt“ (Zitat Prospekt 1938).
Auf der Leipziger Herbstmesse 1938 wurden passend dazu erstmals zivile Automodelle unter der Bezeichnung „Wiking-Verkehrs-Modelle“ vorgestellt. Es handelte sich zumeist um umlackierte Heeresmodelle, jedoch gab es auch Neuentwicklungen, unter anderem einen Straßenbahnwagen und einen Omnibus. Aufgrund des Zweiten Weltkriegs gelangten diese Modelle jedoch nicht mehr in den Verkauf.

### Militärmodelle
Roskopf-Miniatur-Modelle wurden zwischen 1994 und 1999 im Wiking-Katalog geführt. Die Modelle stammen von RMM (Roskopf-Miniatur-Modelle). Dessen Inhaber, Marcel Roskopf, begann im Jahr 1955 mit der Herstellung von Militärmodellen im Maßstab 1:100. Unter der Regie von Wiking wurden die Modelle im Maßstab 1:100 aus dem Programm gestrichen und neue Modelle im HO-Maßstab 1:87 aufgelegt.

## Wiking-Modelle als Sammelgebiet

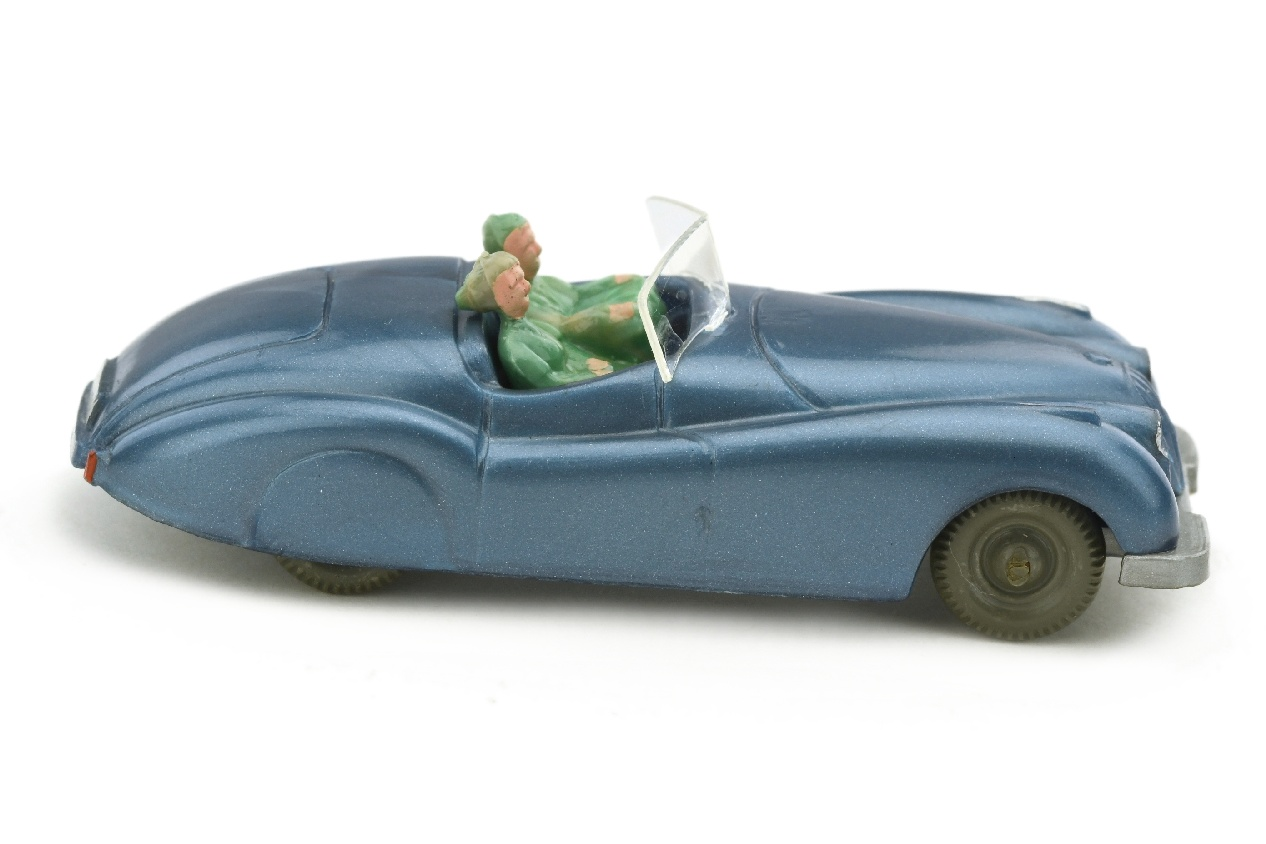
Jaguar XK (Typ 1) in blaumetallic, seit September 2024 wertvollstes Wiking-Modell mit einem Zuschlagpreis von 15.500 €

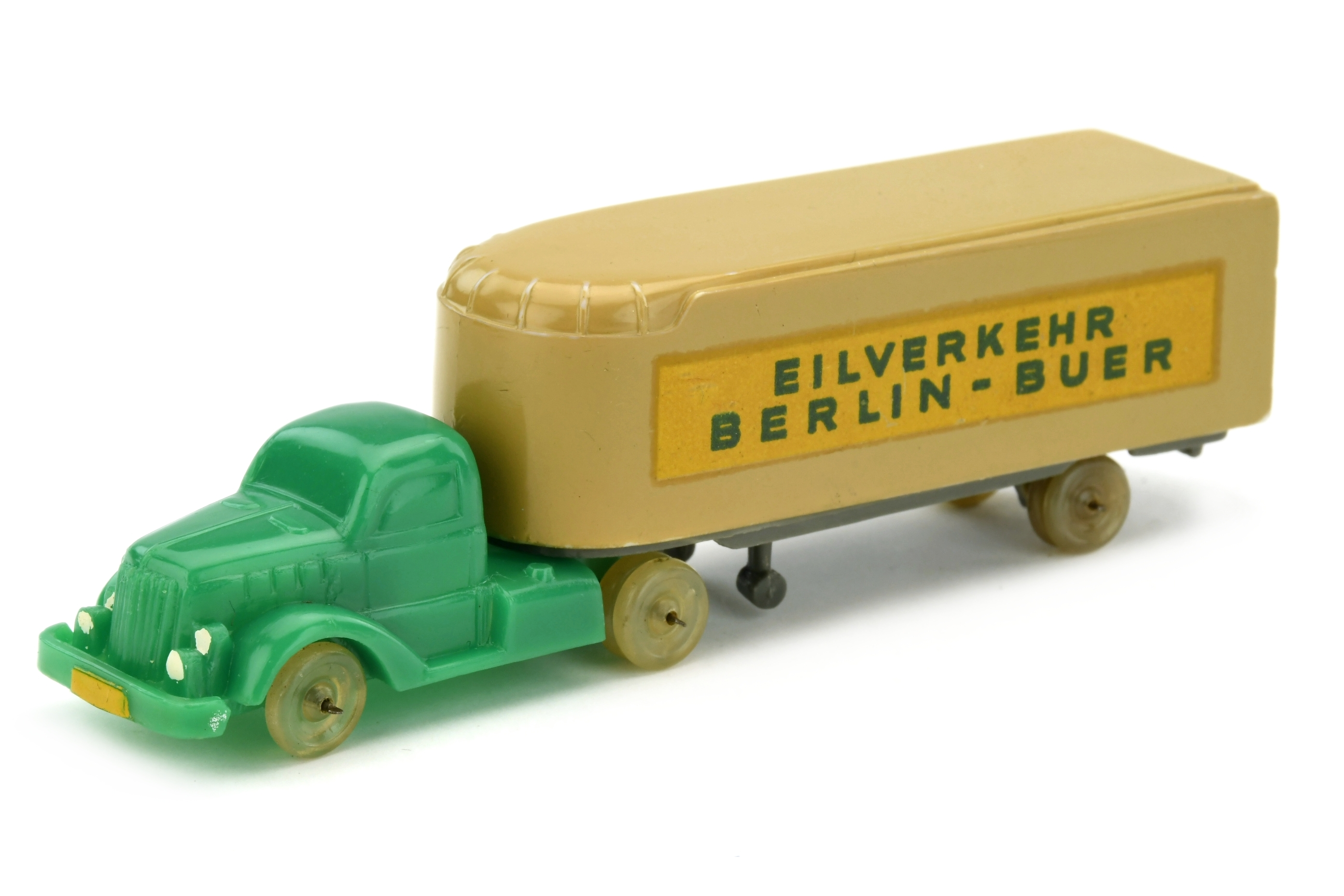
Sattelzug White „Eilverkehr Berlin-Buer“, im Juni 2022 für 15.000 € versteigert

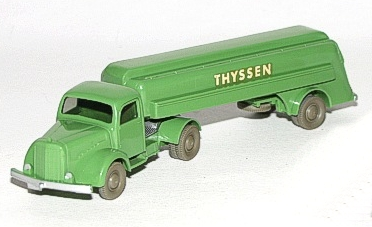
Werbemodell Thyssen, bereits mehrfach für über 10.000 € versteigert

Seit den 1970er Jahren sind ältere Wiking-Modelle teilweise gesuchte Sammlerstücke. Wiking wird als Sammelgebiet in einem Atemzug mit Märklin-Metallspielzeug, Steiff oder Käthe-Kruse-Puppen genannt und findet als Sammelgebiet häufig Beachtung in überregionalen Fernseh- oder Zeitungsberichten.
Ab 1980 gab es einen jährlich aktualisierten Sammlerkatalog, zunächst als Die gelben Hefte, ab 1985 als Der gelbe Katalog, ab 1995 schließlich überarbeitet als Neuer gelber Katalog erschienen. Die letzte Ausgabe ist von 2003, sie umfasst die Verkehrsmodelle in H0 sowie die Neuauflagen der 1:40-Modelle. Für Verkehrsmodelle bis ca. 1970 gibt es seit 2008 das Wiking-Handbuch als Nachschlagwerk und Preisführer. Für N-Modelle in 1:160 gibt es einen eigenen Sammlerkatalog, ebenso einen für Schiffsmodelle, der jedoch bereits älter und nicht mehr neu erhältlich ist.
Die meisten Sammler spezialisieren sich auf einen Produkt-Bereich oder eine Epoche, eine häufige Grenze ist dabei der Tod des Firmengründers Peltzer 1981 bzw. die 1984 folgende Übernahme der Firma durch die Sieper-Gruppe. Eine komplette Sammlung selbst von einzelnen Produktbereichen zu erreichen, erscheint angesichts der Fülle an Modellen und Varianten praktisch unmöglich. Dies liegt nicht zuletzt daran, dass nicht genau bekannt ist wie viele und welche Varianten und Modelle überhaupt hergestellt bzw. ausgeliefert wurden. Wiking selber hat zumindest für die Modelle der Peltzer-Ära kein eigenes vollständiges Archiv, sodass nur anhand erhaltener Unterlagen, Kataloge usw. Rückschlüsse auf die produzierten Varianten gezogen werden können.
Das teuerste jemals gehandelte Wiking-Modell ist ein um 1955 hergestellter Jaguar XK (Typ 1) in der seltenen Serien-Farbvariante blaumetallic. Auf der 100. Versteigerung des auf Wiking-Modelle spezialisierten Auktionshaus Saure erzielte das Modellauto im September 2024 einen Zuschlagpreis von 15.500 Euro.
Zweitteuerstes Modell ist ein um 1949 im Spielwarenhandel als Serienmodell verkaufter Sattelzug White mit seltener „Eilverkehr Berlin Buer“-Beschriftung. Auf der regelmäßig in Köln stattfindenden Wiking-Auktion erzielte das Modellauto im Juni 2022 einen Rekordpreis von 15.000 Euro.
Drittteuerstes Modell ist ein maigrüner Mercedes-Benz-Tanksattelzug, der 1962 für die Firma Thyssen als Werbemodell produziert wurde und bereits mehrfach für mehr als 10.000 Euro versteigert worden ist.
2022 wurde aus dem Nachlass des früheren Berliner Stammsitzes am neuen Firmensitz von Wiking-Modellbau in Lüdenscheid ein Schrankfund gemacht, der viele tausend Seiten von Original-Planungsunterlagen, Skizzen und Zeichnungen beinhaltet.